# Blender (tidning)
Blender var en amerikansk tidskrift om musik. Alpha Media Group beslöt att lägga ned tidskriften i mars 2009 för att bara finnas på nätet. Den sista utgåvan släpptes i april 2009.